# Mehdi Carcela-González
Mehdi Carcela-Gonzalez (ur. 1 lipca 1989 w Liège) – marokański piłkarz pochodzenia belgijsko-hiszpańskiego, który występował na pozycji pomocnika. W latach 2011–2019 reprezentant Maroka. Uczestnik Mistrzostw Świata 2018. Większość swojej kariery spędził w belgijskim Standard Liège.

## Kariera klubowa
Carcela-Gonzalez zawodową karierę rozpoczynał w 2008 roku w klubie Standard Liège. W Eerste klasse zadebiutował 13 września 2008 roku w wygranym 2:0 meczu z KV Kortrijk. W 2009 roku zdobył z klubem mistrzostwo Belgii. Wygrał z nim także Superpuchar Belgii, po pokonaniu 2:0 KRC Genk. 15 sierpnia 2009 roku w wygranym 5:1 spotkaniu z KSV Roeselare strzelił pierwszego gola w Eerste klasse. W sezonie 2009/2010 wraz ze Standardem Carcela-Gonzalez dotarł do ćwierćfinału Ligi Europy.
W 2011 roku przeszedł do Anży Machaczkała. W 2013 roku wrócił do Standardu. W 2015 przeszedł do SL Benfici. W 2016 został zawodnikiem Granady CF. W 2018 ponownie został zawodnikiem Standard Liège.
1 stycznia 2024 roku zakończył piłkarską karierę.

## Kariera reprezentacyjna
17 listopada 2009 roku w wygranym 2:0 towarzyskim meczu z Katarem Carcela-Gonzalez zadebiutował w reprezentacji Belgii. W latach 2009–2010 rozegrał w niej 2 spotkania. 4 razy wystąpił także w zespole Belgii U-21.
W 2011 roku zdecydował się na grę w reprezentacji Maroka i zadebiutował w niej 9 lutego 2011 roku w wygranym 3:0 towarzyskim pojedynku z Nigrem.